# Збірна Азербайджану із шахів
Збірна Азербайджану із шахів — основна збірна країни. Представляє Азербайджан на міжнародних змаганнях з шахів. Управляється Федерацією шахів Азербайджану. Вперше була зібрана в 1992 році. У командному табелі про ранги ФІДЕ, на квітень 2009 року, збірна Азербайджану серед 153 країн світу ділила 4-5 місця зі збірною Ізраїлю. У 2013 році була визнана командою року в Азербайджані премією Міністерства молоді та спорту Азербайджану «Zəfər 2013» (Перемога 2013).

## Склад збірної Азербайджану
Склад збірної за станом на травень 2015.
| № | Учасник            | Команда             | Поточний рейтинг |
| - | ------------------ | ------------------- | ---------------- |
| 1 | Шахріяр Мамед'яров | Збірна Азербайджану | 2735             |
| 2 | Теймур Раджабов    | Збірна Азербайджану | 2738             |
| 3 | Ельтадж Сафарлі    | Збірна Азербайджану | 2640             |
| 4 | Рауф Мамедов       | Збірна Азербайджану | 2655             |
| 5 | Гадір Гусейнов     | Збірна Азербайджану | 2612             |

## Досягнення
- 2007 — Бронзовий призер чемпіонату Європи. (Крит, Греція). Склад команди: Шахріяр Мамед'яров, Теймур Раджабов, Вугар Гашимов, Гадір Гусейнов і Рауф Мамедов[3].
- 2009 — Чемпіон Європи. (Новий Сад, Сербія). Склад команди: Шахріяр Мамед'яров, Теймур Раджабов, Вугар Гашимов, Гадір Гусейнов і Рауф Мамедов[4].
- 2011 — Віце-чемпіон Європи. (Сітонія, Греція). Склад команди: Шахріяр Мамед'яров, Вугар Гашимов, Теймур Раджабов, Гадір Гусейнов і Ельтадж Сафарлі[5].
- 2013 — Переможець чемпіонату Європи в Польщі. Склад команди: Шахріяр Мамед'яров, Теймур Раджабов, Ельтадж Сафарлі, Рауф Мамедов, Гадір Гусейнов[6].

## Фотогалерея

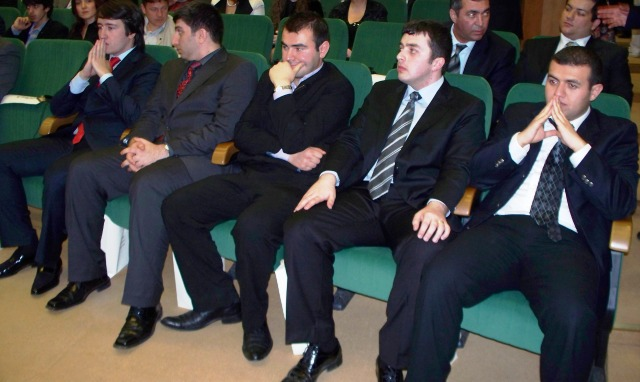
Збірна Азербайджану (зліва направо: Теймур Раджабов, Вугар Гашимов, Шахріяр Мамед'яров, Гадір Гусейнов, Рауф Мамедов)
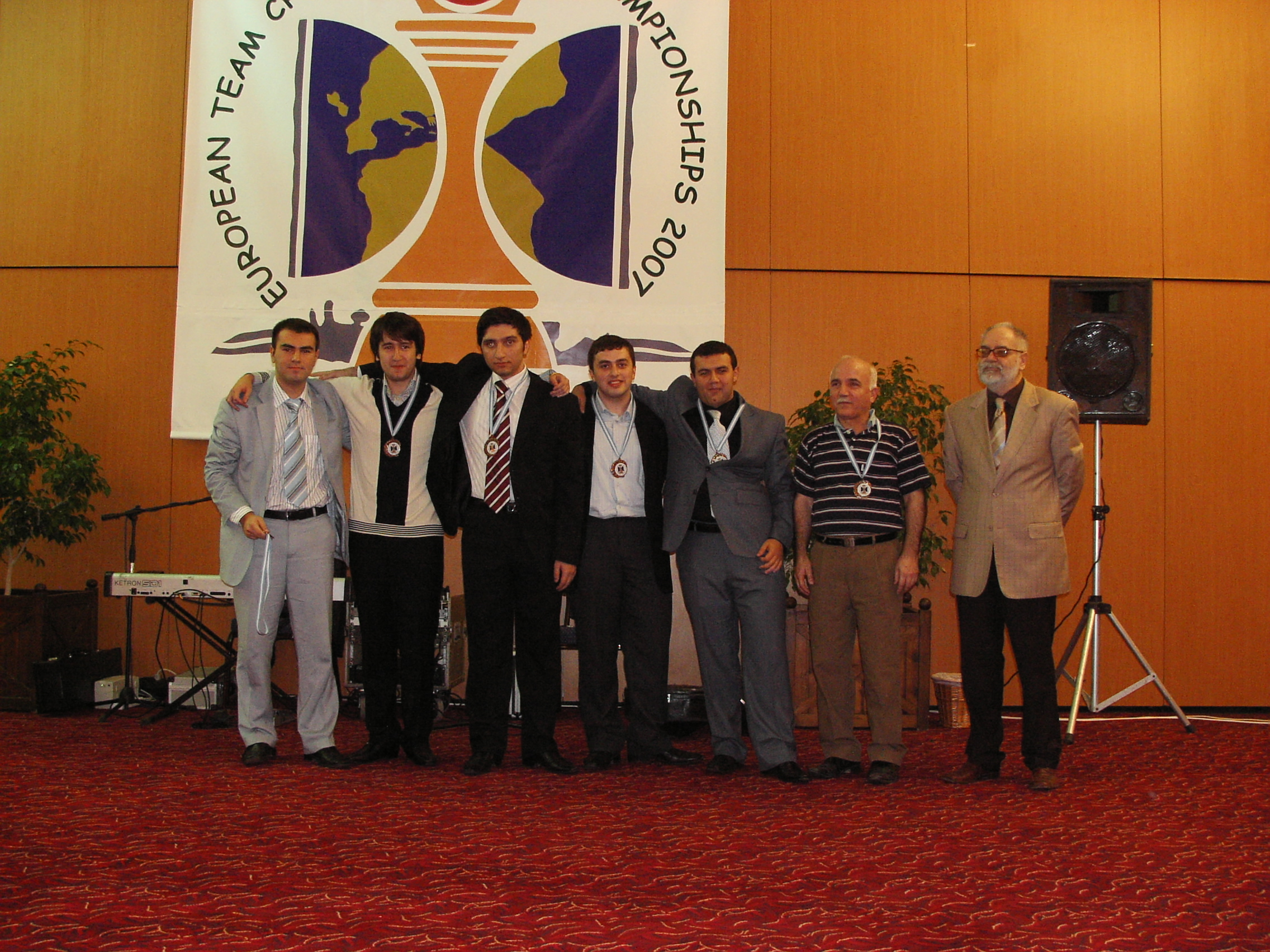
Збірна Азербайджану на чемпіонаті Європи 2007
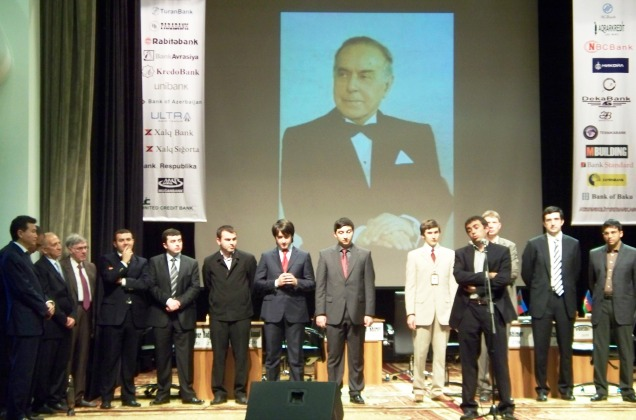
Збірна Азербайджану і збірна світу 2009